# Radiotelegrafista

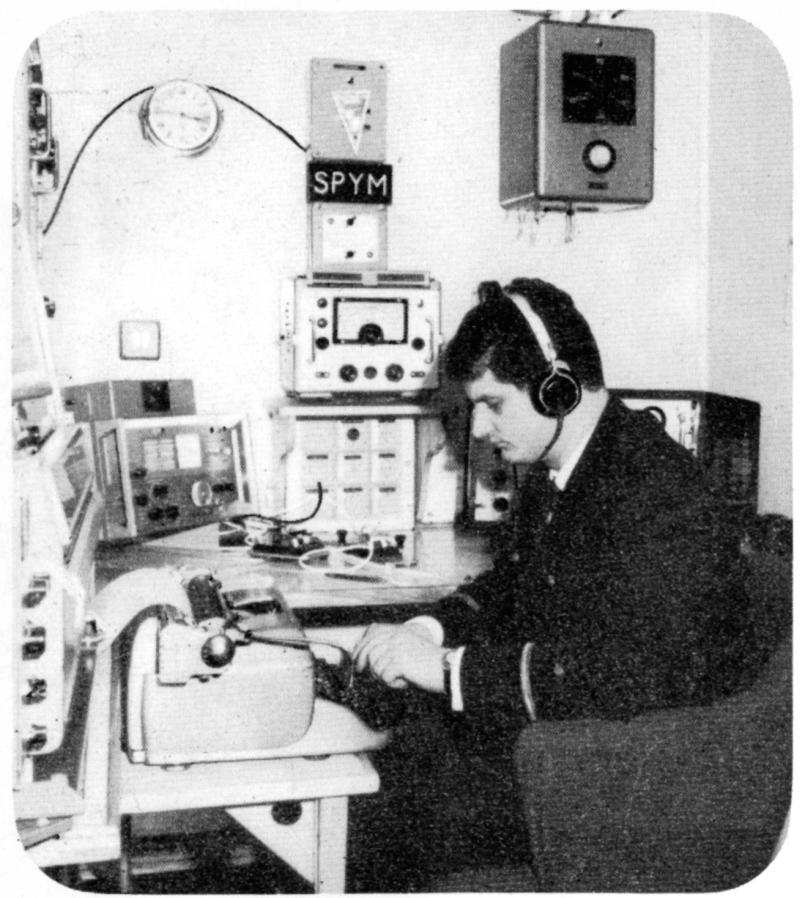
Radiotelegrafista na statku TSS Stefan Batory

Radiotelegrafista, radiooperator – osoba (w tym funkcjonariusz bądź żołnierz) posiadająca specjalistyczną wiedzę na temat radiołączności i użytkowania radiostacji, posiadająca umiejętność nadawania i odbierania wiadomości kodowanych za pomocą kodu Morse’a, umiejąca prowadzić korespondencję radiową, umiejąca nadawać i odbierać dane, członek załogi (cywilnych, wojskowych) statków powietrznych, statków wodnych, pojazdów lądowych, wyposażonych w radiostacje, wyznaczony do jej obsługi, hobbysta krótkofalowiec.

## Historia
Początkiem radiotelegrafii było skonstruowanie nadajnika iskrowego oraz detektora fal elektromagnetycznych, który został wykorzystany przez konstruktorów Aleksandra Popowa i Guglielmo Marconiego. Jako pioniera radiotelegrafii uznaje się Samuela Finley Breese Morse’a, który w 1837 opracował pierwszy amerykański telegraf, urządzenie do przekazywania informacji tekstowych kodowanych za pomocą kodu Morse’a, sposób został wykorzystany łącznościach przewodowych w 1910, a później rozpowszechnił się na świecie w łącznościach telegraficznych przy wykorzystaniu fal radiowych. Był to jedyny rodzaj transmisji radiowej podczas pierwszych trzydziestu lat istnienia radia, aż do I wojny światowej; te czasy nazwano "erą bezprzewodowej telegrafii". W radiotelegrafii informacje są przesyłane za pomocą impulsów fal radiowych o dwóch różnych długościach zwanych "kropka" i "kreska”, które radiotelegrafista wytwarzał przy pomocy klucza telegraficznego podczas nadawania nadajnikiem wiadomości tekstowych zakodowanych kodem Morse’a, a odbierane były w odbiorniku w postaci sygnałów, które były odkodowane i przekształcane na dźwięk w głośniku, tłumaczone z kodu Morse’a i zapisywane przez radiooperatora alfanumerycznym tekstem. Począwszy od I wojny światowej nastąpił rozwój łączności bezprzewodowej, podczas II wojny światowej szkolono radiotelegrafistów na potrzeby sił zbrojnych. Żołnierze radiooperatorzy znajdują się we wszystkich rodzajach wojsk, zapewniając łączność. Radiooperatorów użytkują także policje, straże graniczne, straże pożarne, służby specjalne oraz w wyszkoleni w ramach wyszkolenia specjalistycznego Cichociemni oraz partyzanci  m.in. podczas II wojny światowej. W czasie II wojny światowej znaczna ilość kobiet na tyłach pełniła funkcje radiotelegrafistek, np. jednostki wojskowe łączności 1 Armii ludowego Wojska Polskiego i 2 Armii ludowego Wojska Polskiego oraz w Polskich Siłach Zbrojnych na Zachodzie.
Najbardziej znanymi radiotelegrafistami byli: radziecki polarnik Ernst Krenkel oraz w czasie II wojny światowej szpieg niemiecki, brytyjski podwójny agent Edward Arnold Chapman, przeszkolony w radiotelegrafii przez specjalistów z Abwehry w 1942 w Nantes we Francji. Bardziej zaawansowane konstrukcje radiostacji zbudowano z wykorzystaniem lamp elektronowych, a później tranzystorów, obecnie radiostacje oparte są na układach scalonych i mikroprocesorach.

## Radiooperator, radiotelegrafista

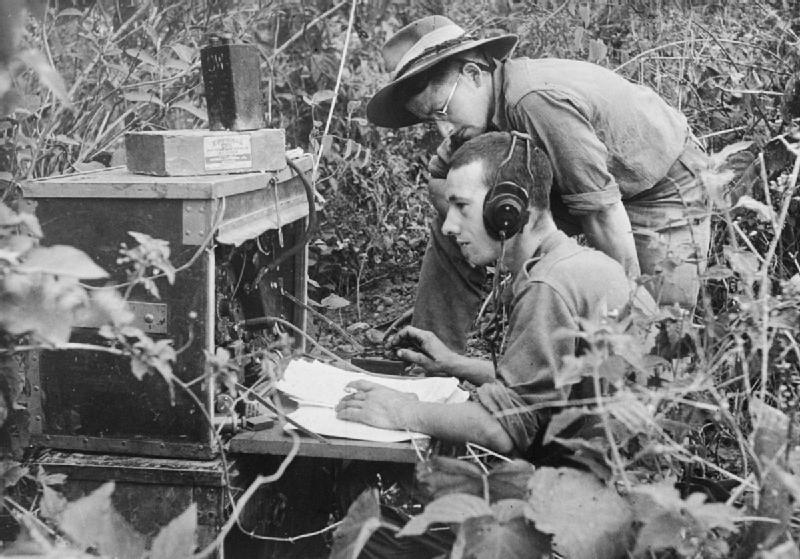
Radiotelegrafista nadaje wiadomość kluczem telegraficznym, Birma 1941–1945

Osoba obsługująca jeden z środków łączności, jakim jest radiostacja. Radiooperator odbywa specjalistyczne szkolenie z zakresu: radiotechniki, propagacji fal radiowych, przepisów radiokomunikacyjnych, budowy i eksploatacji sprzętu radiowego i anten, prowadzi łączności przy wykorzystaniu AM, SSB,FM oraz posiada umiejętność nadawania lub odbioru radiogramów nadawanych za pomocą kodu Morse’a, posługując się kluczem telegraficznym emisją CW na falach krótkich. Radiostacje miały możliwość przeprowadzania dwóch rodzajów łączności: fonicznych oraz telegraficznych, dlatego wymogiem była umiejętność nadawania i odbioru telegrafią Morse’a. Łączności telegraficzne na tych samych radiostacjach i takich samych parametrach umożliwiały łączności na nawet dwukrotnie większe odległości od łączności fonicznych (np.radiostacja produkcji francuskiej z 1922 RKG/A, moc 500 W, zasięg łączności: fonia 150 km, telegrafia 230-300 km). W przypadkach wiadomości niejawnych radiooperator zajmuje się także szyfrowaniem i deszyfrowaniem wiadomości o charakterze wojskowym, dyplomatycznym, wywiadowczym, kontrwywiadowczym bądź innym służbowym. Radiotelegrafista to także jedna ze sprawności harcerskich w Związku Harcerstwa Polskiego.

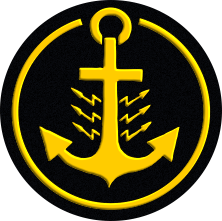
Naszywka marynarza radiooperatora Marynarki Wojennej

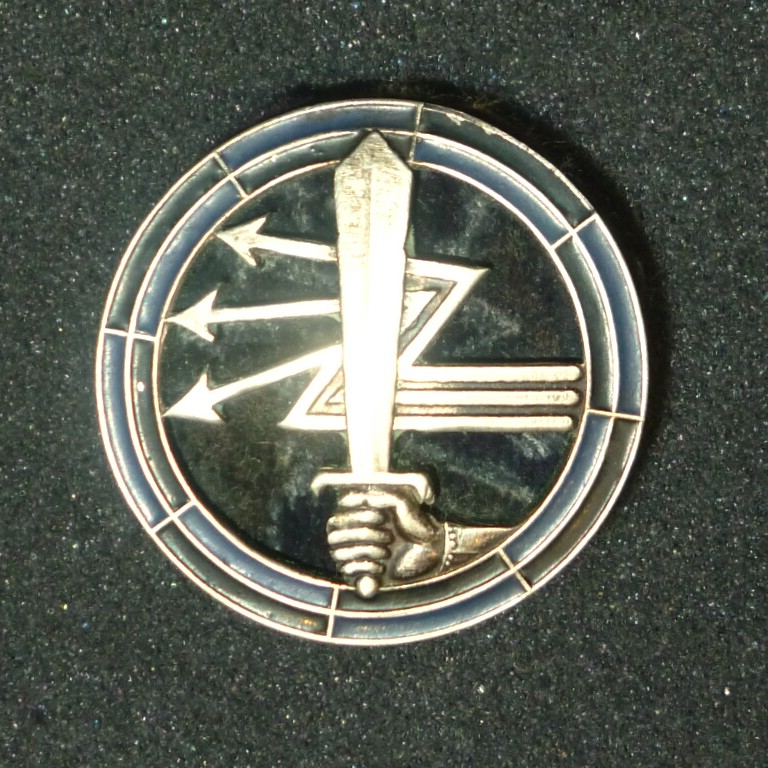
Odznaka żołnierza o specjalności łączności w Wojsku Polskim II RP

### Radiooperator statku powietrznego
Radiooperator pokładowy członek załogi statku powietrznego posiadający odpowiednie kwalifikacje i licencję. Do jego obowiązków należy: obsługa urządzeń łączności, na polecenie kapitana prowadzenie korespondencji ze służbami kontroli ruchu lotniczego, prowadzenie dziennika łączności oraz wykonywanie pomiarów goniometrycznych. Ponadto wymagana jest znajomość przepisów i procedury w ruchu lotniczym, znajomość zasad działania urządzeń radiowo-nawigacyjnych wymaganych w żegludze powietrznej, posiadanie umiejętności nadawania i odbierania wiadomości telegraficznych Morse’a z szybkością co najmniej 25 słów na minutę. Według przepisów Organizacji Międzynarodowego Lotnictwa Cywilnego powinien odbyć 4-miesięczną praktykę radiotelegrafisty i 25 godzin praktyki w załodze w czasie lotów (stan na 1961 r., obecnie dające pogląd na umiejętności potrzebne temu członkowi załogi).

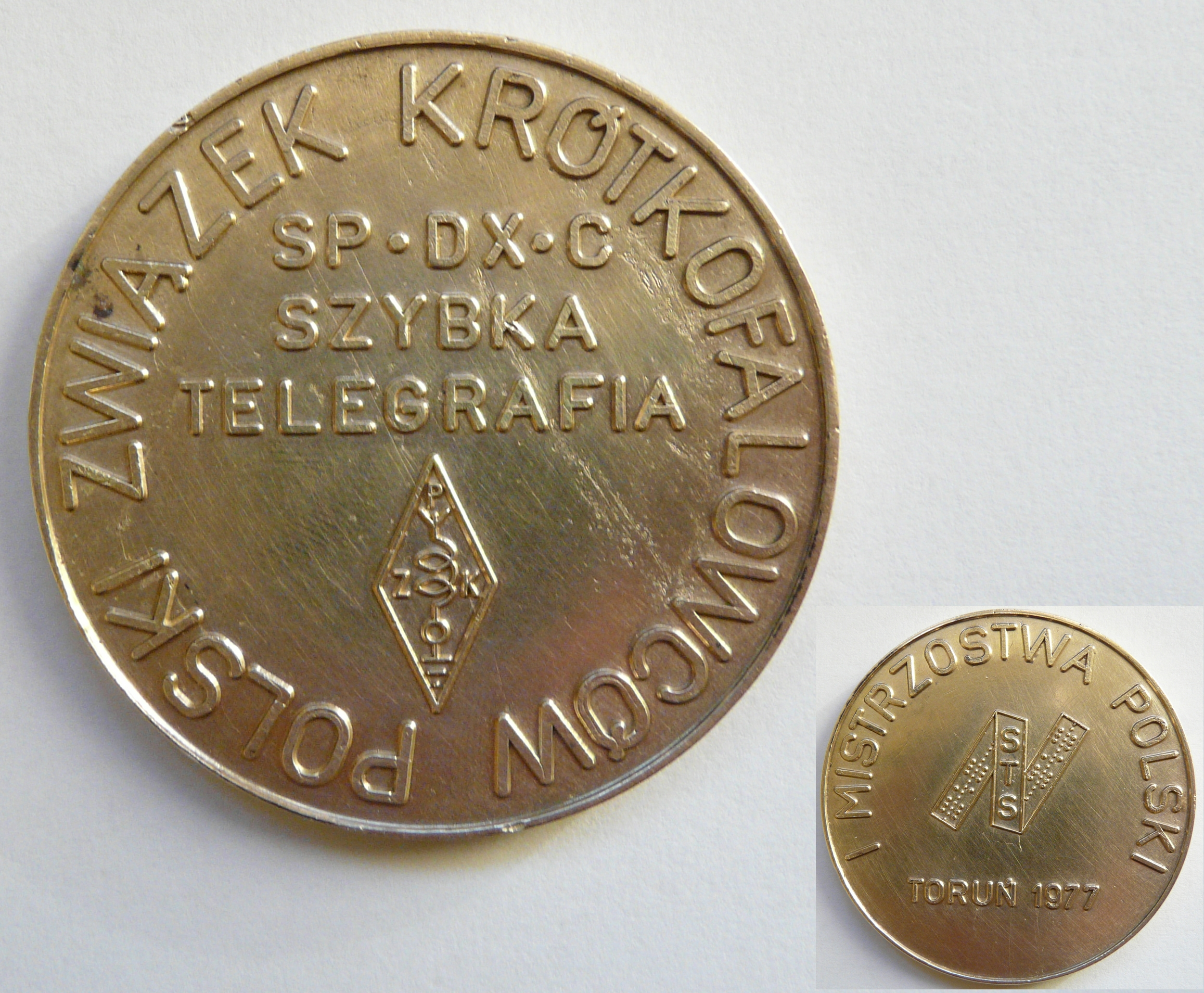
Medal z I Mistrzostw Polski w Szybkiej Telegrafii Sportowej

## Radiotelegrafia, zawody
Do współzawodnictwa startują radiotelegrafiści na zawodach, w których kryterium jest szybkość odbierania i nadawania znaków alfabetu Morse’a. Najlepsi zawodnicy potrafią odbierać z szybkością 220 liter na minutę, 240 cyfr na minutę. W latach 50. XX w. jednym z najlepszych był polski krótkofalowiec Adam Sucheta (znak wywoławczy SP9DH). W 1955 na Międzynarodowych Zawodach Krótkofalarskich Krajów Demokracji Ludowej zorganizowanych przez ZSRR zdobył 1 miejsce w grupie nasłuchowców. Na zawodach krótkofalowców amatorów Intercontest 1974/75 w pracy telegraficznej emisją CW zajął I miejsce. W latach pięćdziesiątych XX w. Wiesław Wysocki, krótkofalowiec, został dwukrotnie mistrzem Polski w szybkiej telegrafii w ramach zawodów organizowanych przez Ligę Przyjaciół Żołnierza i Ligę Obrony Kraju. W Polsce zawody Szybkiej Telegrafii Sportowej odbyły po raz pierwszy w 1977 r. w Toruniu, drugie w 1983 r. w Krakowie. Na świecie organizowane są międzynarodowe zawody dla radiotelegrafistów, których organizatorem jest European CW Association, a w randze mistrzostw świata organizowane są od 1995 r. przez Międzynarodowa Unie Radioamatorska (IARU). 7 edycja Mistrzostw Europy HST (ang.high-speed telegraphy) odbyła się w dniach 5–9 października 2010 r. w Polsce w Skierniewicach. Obecnie łączności telegraficzne kontynuują krótkofalowcy zrzeszeni w klubach np. w Polsce w Polskim Klubie Telegrafistów.

## W muzyce i filmie
- Radiotelegrafistki – piosenka w wykonaniu Sławy Przybylskiej. Autor tekstu :Wiktor Woroszylski, w serialu telewizyjnym Czterej pancerni i pies (serial telewizyjny) odcinek 7 Rozstajne drogi[12][13],
- Radiotelegrafista – film dokumentalny z cyklu reportaży TVP2[14].